# Andrei Konstantinowitsch Nartow

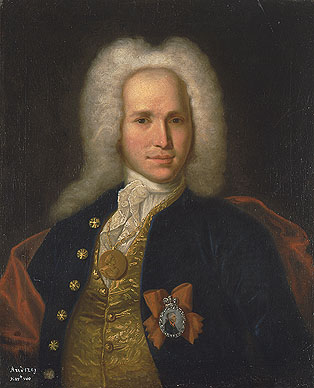
Andrei Konstantinowitsch Nartow (nach einem Porträt I. N. Nikitins, Eremitage, St. Petersburg)

Andrei Konstantinowitsch Nartow (russisch Андрей Константинович Нартов; * 28. Märzjul. / 7. April 1693greg. in Moskau; † 16. Apriljul. / 27. April 1756greg. in St. Petersburg) war ein russischer Drechsler, Mechaniker und Erfinder.

## Leben
Nartow arbeitete ab 1709 als Drechsler in der 1701 gegründeten Moskauer Schule für Mathematik und Navigationswissenschaften im Sucharew-Turm. 1712 holte ihn Peter I. nach St. Petersburg in seine Hofdrechslerei. Nartow entwickelte und baute mechanisierte Werkbänke zum Kopieren von Basreliefs und Medaillen und zum Anfertigen von Gegenständen der Angewandten Kunst. Er konstruierte und baute 1717 eine erste Leitspindeldrehmaschine mit mechanisiertem Support und austauschbaren Zahnrädern. Nartows Maschine wurde nicht bekannt, so dass Henry Maudslay mit seiner 1800 erbauten Maschine als erster Erbauer gilt.
Im Juli 1718 wurde Nartow von Peter I. nach Preußen, in die Niederlande, nach Frankreich und England geschickt, um sich in der Drechselkunst zu verbessern und sich Kenntnisse der Mechanik und Mathematik anzueignen. In Berlin übergab er König Friedrich Wilhelm I., der gern drechselte, als Geschenke Peters I. eine exquisite Drehbank und einige große Soldaten für die Riesengarde. Nartow blieb ein halbes Jahr in Berlin und Potsdam, um den König im Drechseln zu unterrichten. In London bewertete er  im März 1719 in einem Brief an Peter I. die Kunstfertigkeit der Londoner Drechselmeister geringer als die der russischen Meister. Nach seinem Aufenthalt in Paris von Herbst 1719 bis Ende 1720 lobte ihn der Präsident der Académie des sciences Jean-Paul Bignon in einem Brief an Peter I.
Nach Nartows Rückkehr übertrug ihm Peter I. die Leitung der Drechslerei, die Nartow schnell vergrößerte und mit mitgebrachten Geräten ausstattete. Die Drechslerei befand sich direkt neben den Zarengemächern und diente oft als Peters I. Kabinett. Im Auftrag Peters I. entwickelte er Methoden zum leichteren und genaueren Spalten von Stein und Mechanismen für das Öffnen und Schließen von Schleusentoren für den Kronstädter Kanal. 1722 baute er eine Werkbank für das Bohren von Brunnenrohren und 1723 zwei weitere für die Produktion von Brunnenrohren für Schloss Peterhof. Nach einem Projekt Nartows fertigte Anissim Moljarow einige 44-Mörser-Feuerbatterien an als Vorläufer automatisierter Waffen. Ab 1723 stellte Nartow nach Entwürfen und Relief-Wachsmodellen Bartolomeo Carlo Rastrellis Teile für das Projekt einer Triumphsäule zur Feier des Siegs im Großen Nordischen Krieg her. Nach dem Tod Peters I. 1725 wurde das Projekt aufgegeben. 1724 hatte Nartow ein Projekt zur Errichtung der Akademie der Künste vorgestellt.
Nach dem Tod Peters I. wurde Nartow aus dem nun kaiserlichen Hof entfernt. 1726 wurde er nach Moskau geschickt, um den Moskauer Münzhof zu sanieren. Er stattete den Münzhof mit moderner Münzprägungstechnik aus und sorgte für einen geordneten Betrieb. 1733 schuf er einen Mechanismus für das Heben der Zarenglocke.
Nartow wurde 1735 aus Moskau nach St. Petersburg in die Akademie der Wissenschaften und Künste berufen, um die Studenten in den Drechsel- und Instrumentenkammern anzuleiten. 1742 beklagte er sich beim Senat über den Kanzleileiter der Akademie Johann Daniel Schumacher, mit dem er sich wegen Finanzproblemen stritt. Kaiserin Elisabeth ordnete eine Untersuchung an, worauf Nartow Schumachers Amt erhielt. Er versuchte, die finanzielle Lage der Akademie zu verbessern und die Verwaltung zu ordnen. Die Akademiemitglieder akzeptierten ihn jedoch nicht und  verachteten ihn als Drechsler ohne höhere Bildung. Die Bemühungen Michail Lomonossows und anderer Akademiemitglieder führten 1744 zur Rückkehr Schumachers, während Nartow ins Artillerie-Amt wechselte und sich auf Kanonen konzentrierte.
Im Artillerie-Amt schuf Nartow neue Werkbänke, erfand originelle Zünder und schlug neue Methoden für das Gießen von Kanonen vor. Er erfand ein neuartiges Zielfernrohr mit Zubehör und Wasserwaage. Für seine Erfindungen erhielt er 1746 5000 Rubel. Außerdem wurden ihm einige Dörfer bei Nowgorod zugeteilt.
Nartow konstruierte eine Mörser-Batterie mit Höhenrichtschraube auf einer zweirädrigen Lafette: auf einem horizontal gelagerten drehbaren Holzradkranz (Durchmesser 185 cm) waren 44 Bronze-Mörser (Kaliber 3 Zoll (7,6 cm), Länge 23 cm) montiert. Nartows Mörser-Batterie wurde 1754 im St. Petersburger Arsenal angefertigt, aber auf eine Massenproduktion wurde verzichtet. Ein Prototyp befindet sich im Militärgeschichtlichen Museum der Artillerie, des Ingenieurwesens und der Nachrichtentechnik. 1754 wurde Nartow zum Staatsrat (V. Rangklasse) ernannt.
Nartow vollendete 1755 sein handschriftliches Werk Teatrum Machinarum, an dem er seit 1737 gearbeitet hatte. In dieser Enzyklopädie des Drechselns des frühen 18. Jahrhunderts beschrieb er ausführlich 34 verschiedene  Drehbänke und Drehmaschinen mit detaillierten Zeichnungen, kinematischen Schemata und Beschreibungen der verwendeten Werkzeuge und hergestellten Produkte.
Nartow hatte einen großen Teil seiner wissenschaftlichen und technischen Experimente auf eigene Kosten durchgeführt, so dass er hochverschuldet am 27. April 1756 in St. Petersburg starb. Er wurde an der 1935 geschlossenen Mariä-Verkündigung-Kirche auf der Wassiljewski-Insel begraben. Sein Grab wurde 1950 gefunden. Sein Grabstein befindet sich seitdem im Alexander-Newski-Kloster neben Michail Lomonossows Grab.
Nartows Sohn aus zweiter Ehe Andrei Andrejewitsch Nartow suchte nach Nartows Tod alle Blätter der Handschrift Teatrum Machinarium zusammen, band sie und ließ das Werk der Kaiserin Katharina II. vorlegen. Das Werk lagerte dann unbeachtet in der Hofbibliothek. 1952 wurde es in der Russischen Nationalbibliothek entdeckt und  wissenschaftlich untersucht. Drehbänke aus der Hofdrechslerei Peters I., die von Franz Singer, Nartow und anderen Meistern zwischen 1712 und 1729 gebaut worden waren, sind in der St. Petersburger Eremitage zu sehen.

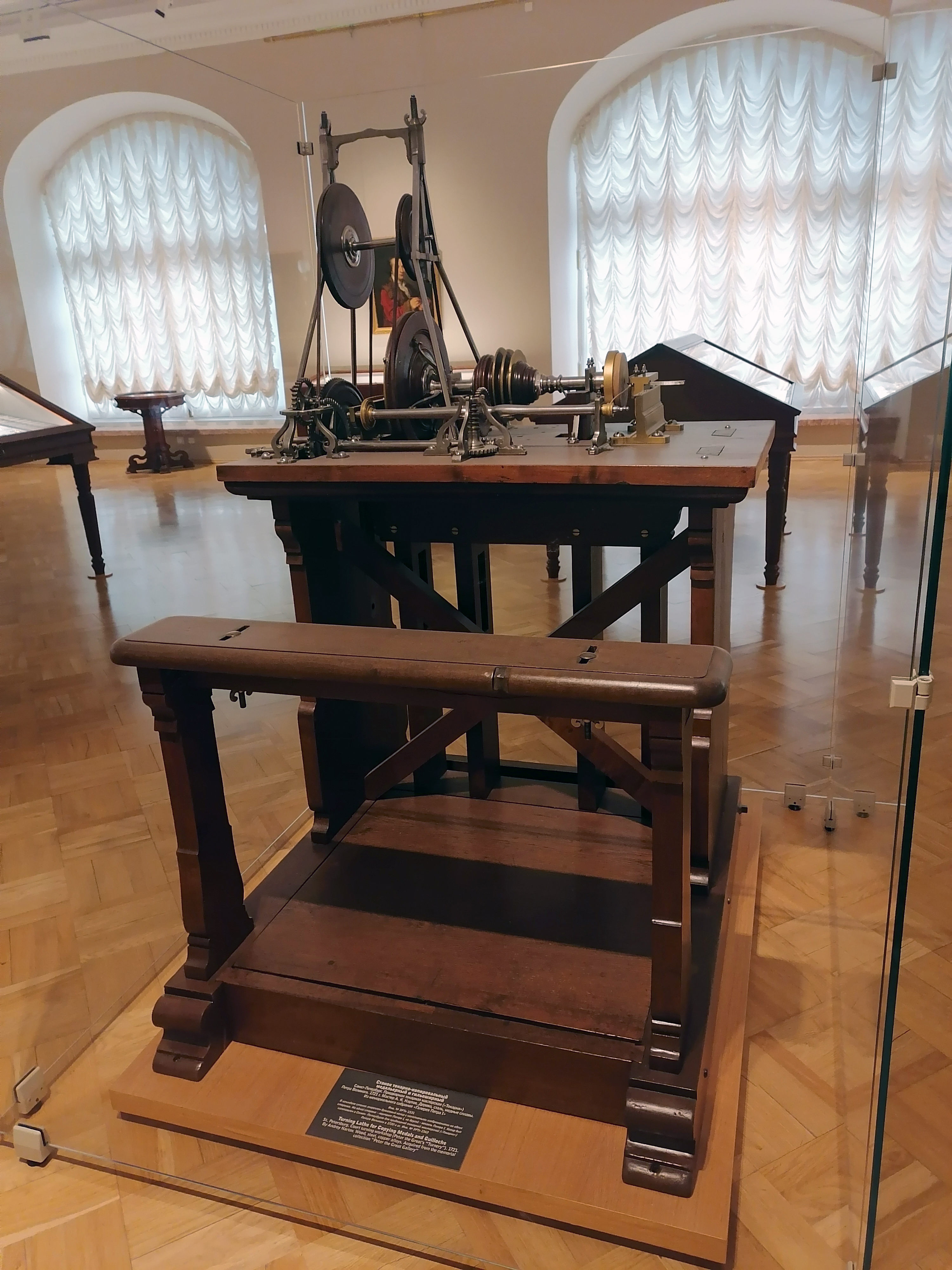
Nartows Drehbank zum Kopieren von Medaillen
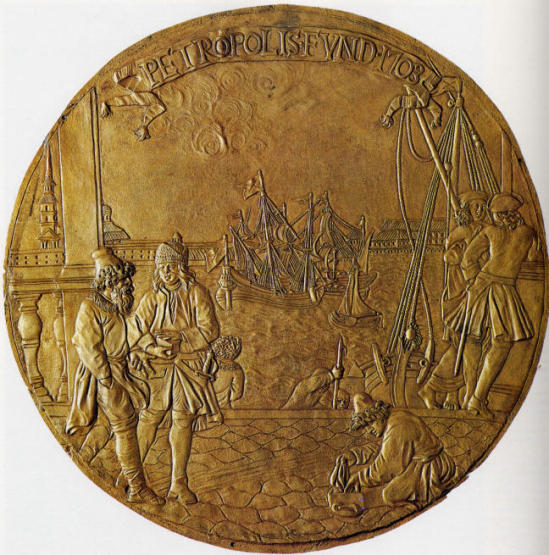
Medaillon für die geplante Triumphsäule
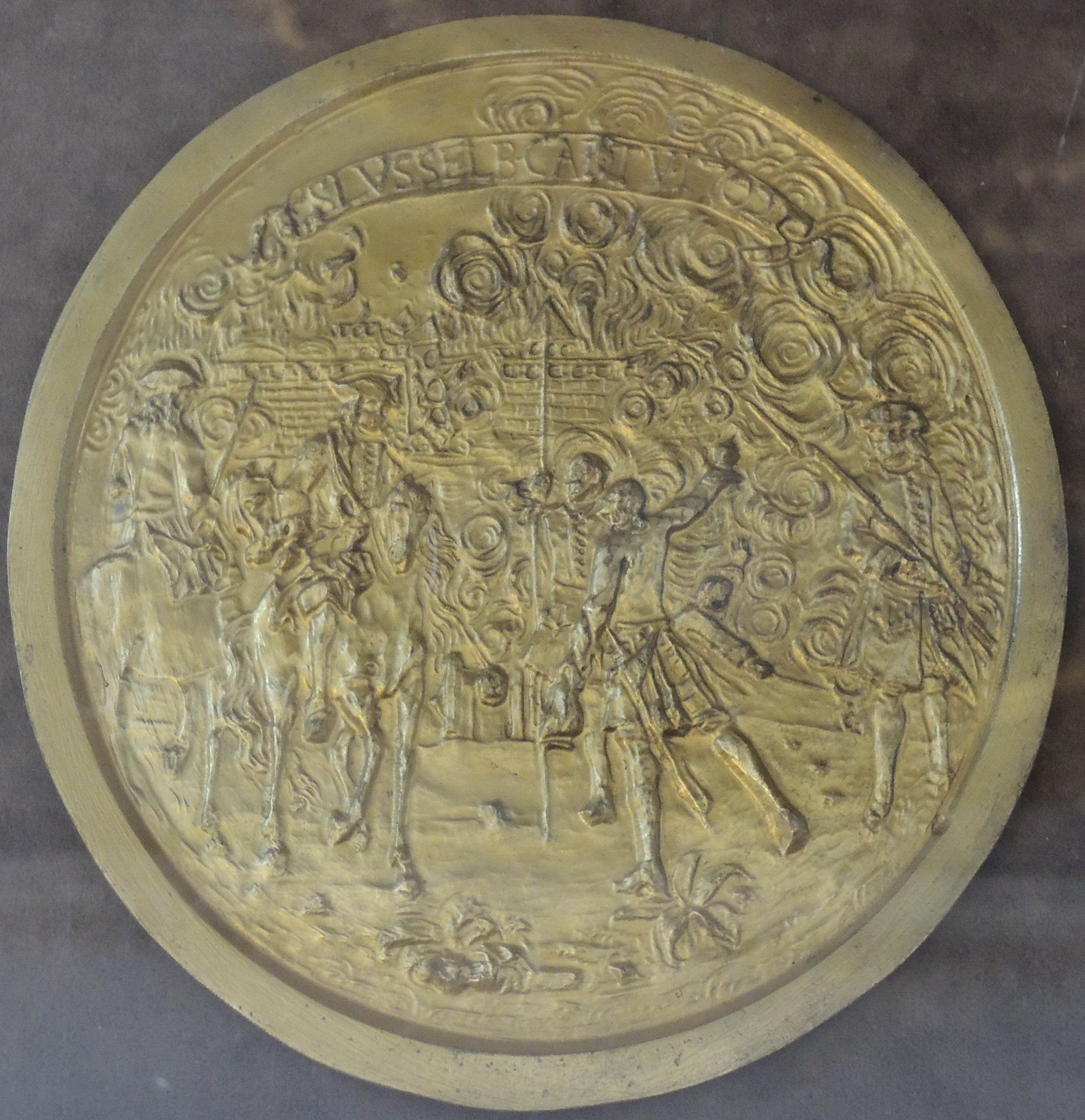
Relief für die geplante Triumphsäule
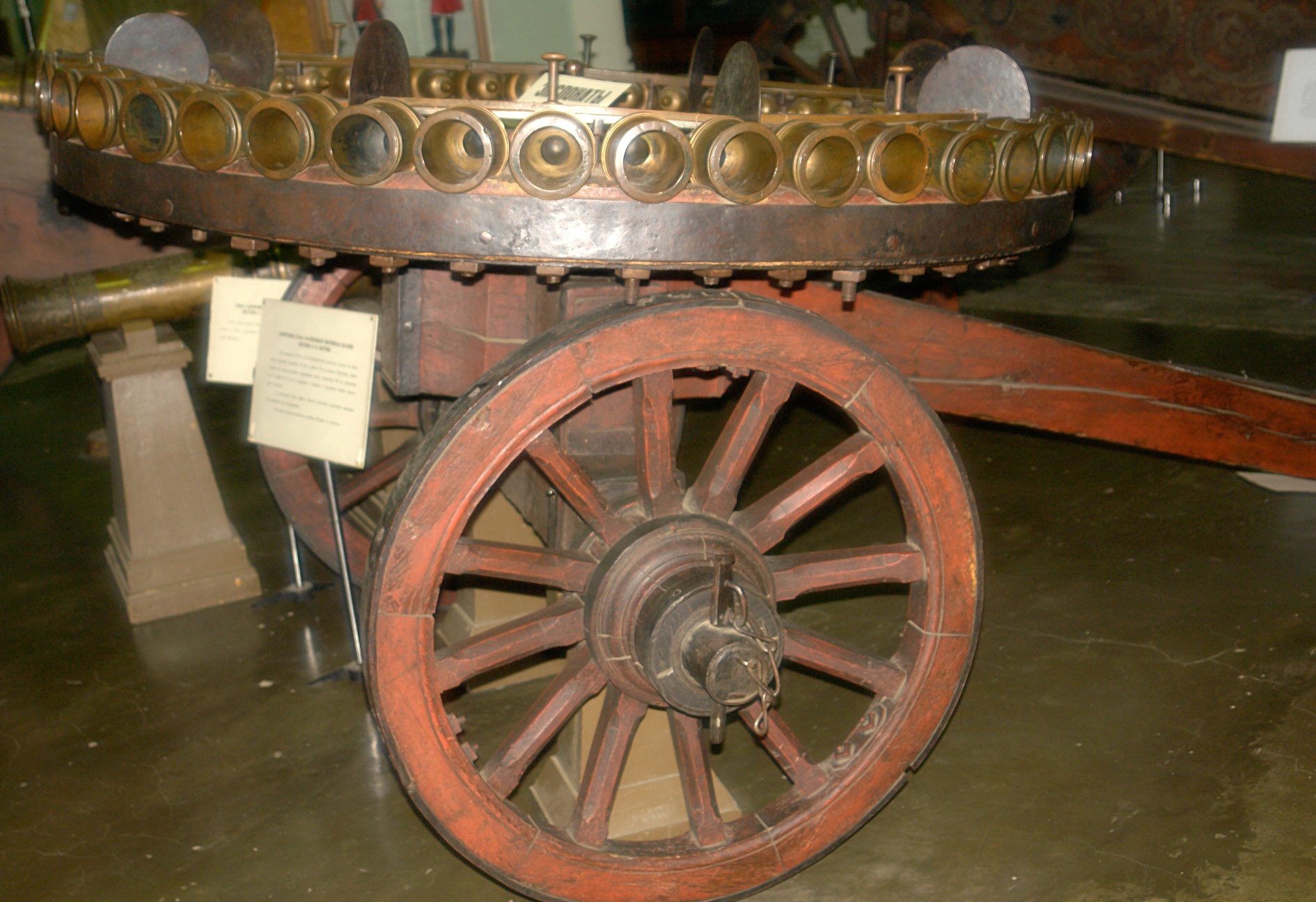
Nartows Mörser-Batterie
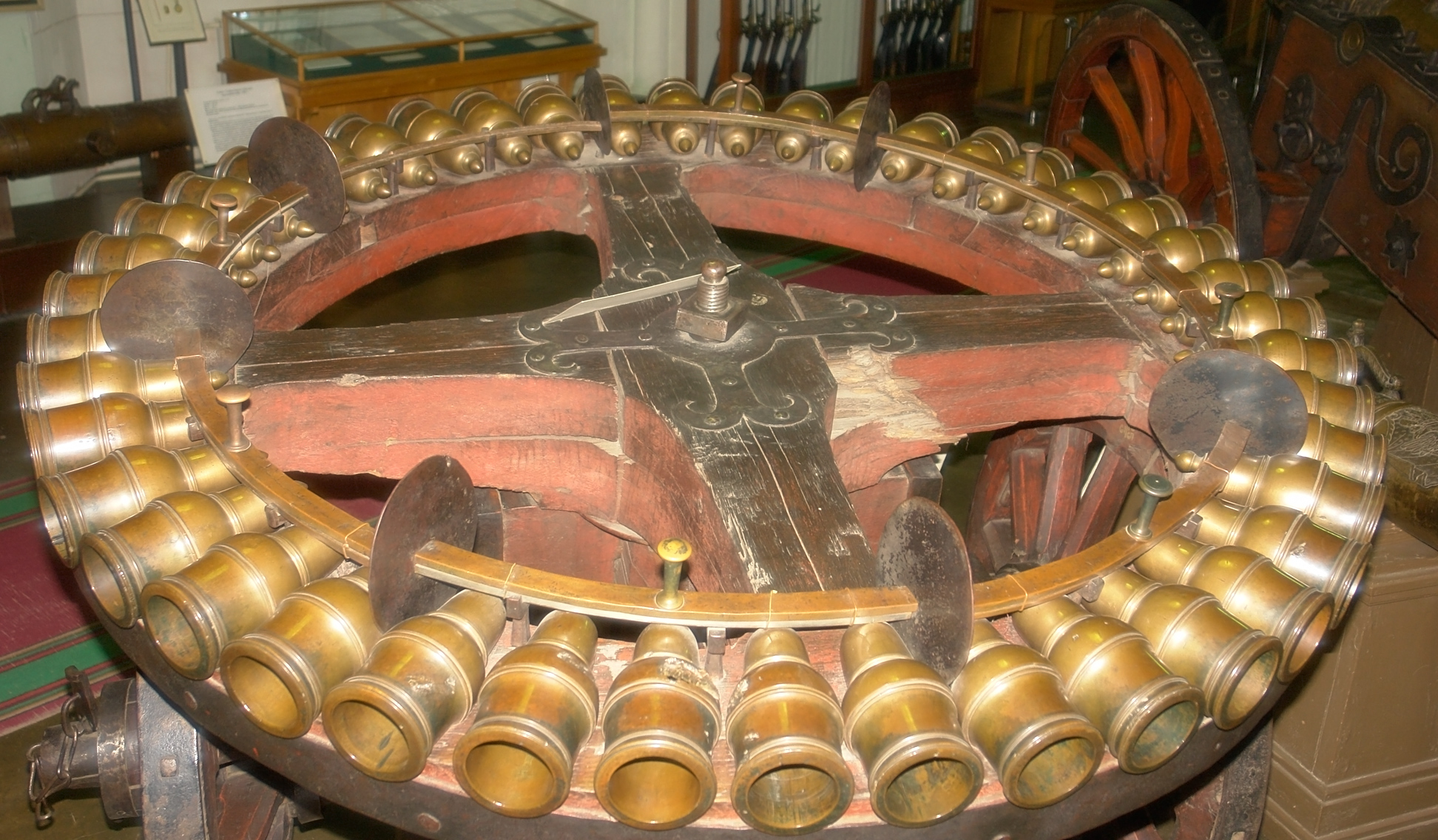
Nartows Mörser-Batterie